# 特拉揚武亞鄉 (蒂米什縣)
45°48′N 22°04′E / 45.800°N 22.067°E
特拉揚武亞鄉（羅馬尼亞語：Comuna Traian Vuia, Timiș），是羅馬尼亞的鄉份，位於該國西部，由蒂米什縣負責管轄，面積70平方公里，海拔高度148米，2002年人口2,074，人口密度每平方公里30人。